# よこやまよしひろ
よこやま よしひろ（1954年〈昭和29年〉4月6日 - ）は日本の俳優。
新潟県出身。株式会社ユーキース・エンタテインメント所属。

## 出演
- BLUE/ブルー（2021年4月9日公開）